# USS Scabbardfish (SS-397)
Za druga plovila z istim imenom glejte USS Scabbardfish.
USS Scabbardfish (SS-397) je bila jurišna podmornica razreda balao v sestavi Vojne mornarice Združenih držav Amerike.
Med drugo svetovno vojno je podmornica opravila 5 bojnih patrulj.
26. februarja 1965 so podmornico predali Grčiji, kjer so jo preimenovali v HS Triania (S-86).